# Famille Arimondo
 (juillet 2024).
Si vous disposez d'ouvrages ou d'articles de référence ou si vous connaissez des sites web de qualité traitant du thème abordé ici, merci de compléter l'article en donnant les références utiles à sa vérifiabilité et en les liant à la section « Notes et références ».
La famille Arimondo (Artimondo ou Raimondo est une ancienne famille patricienne de la république de Venise, venue d'Aquilée et jadis appelée Arlimisti ou Arizini. Elle est originaire des Abruzzes.
Elle donna des tribuns à Venise et fut incluse dans la noblesse à la clôture du Maggior Consiglio. Elle contribua à la construction de l'église San Geremia en 630 et à sa restauration en 1280. Elle s'éteignit en 1684 avec un Zuanne.

## Personnalités
Il en est sorti différents personnages illustres:
- Nicolo, (vers 1080) capitaine de vaisseaux dans la guerre de Nicéphore III Botaniatès contre Robert Guiscard (dans les Pouilles) ;
- Tommaso, évêque de Venise en 1260 ;
- Antonio, capitaine des Galéaces dans la guerre de Chioggia ;
- Simon Fiorì, correcteur et restitueur des textes de Pline vers 1500.

## Armes

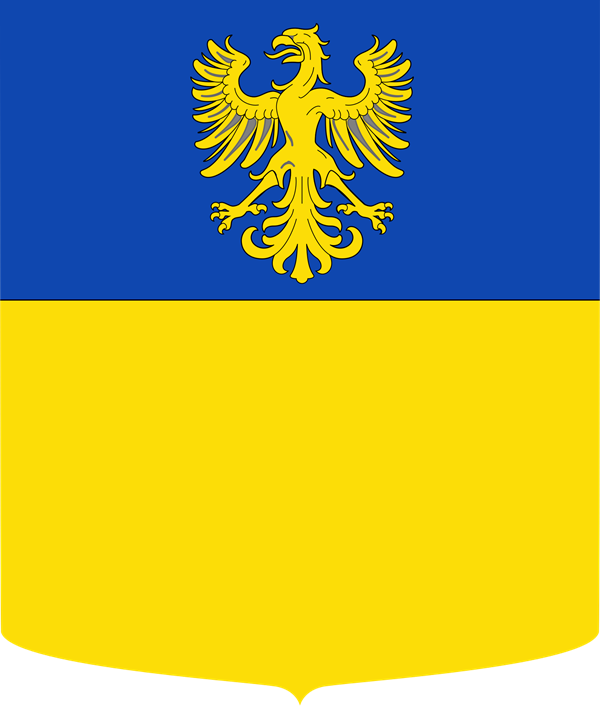
Armes des Arimondi

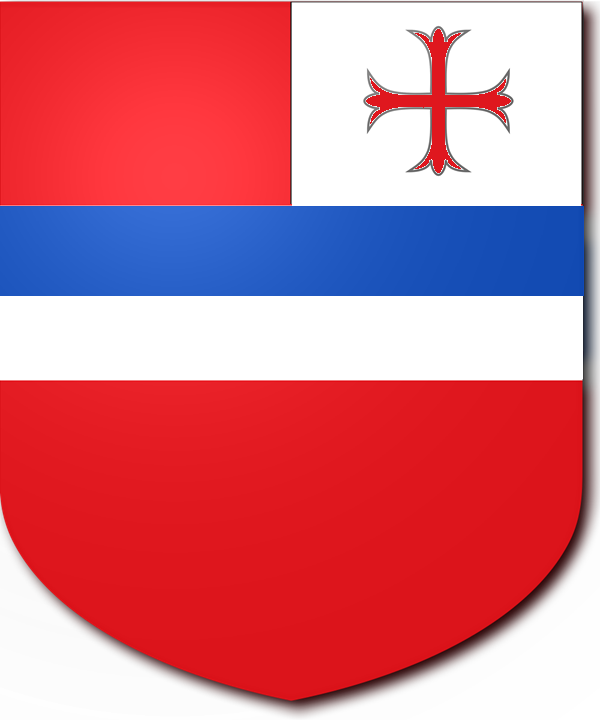
Seconde version des armes des Arimondi

Les armes des Arimondo se composent d'un écu coupé d'azur et d'or, le premier à une aigle d'or.